# 시바야마역
시바야마역(일본어: 柴山駅, しばやまえき)은 일본 효고현 미카타군 가미정에 있는 서일본 여객철도의 철도역이다.

## 역 구조
단식 1면 1선 구조의 지상역이다. 도요오카 역이 관리하는 무인역이다.

## 역사
- 1947년 6월 26일 - 일본국유철도 산인 본선 사쓰 역 ~ 가스미 역 사이에 신설 개업.
- 1987년 4월 1일 - 민영화에 따라 서일본 여객철도의 소속이 되었다.

## 인접역
| 서일본 여객철도 산인 본선 | 서일본 여객철도 산인 본선 | 서일본 여객철도 산인 본선 |
| ------------------------- | ------------------------- | ------------------------- |
| 사쓰 교토 방면            | ■ 산인 본선               | 가스미 돗토리 방면        |